# ロスト・バケーション

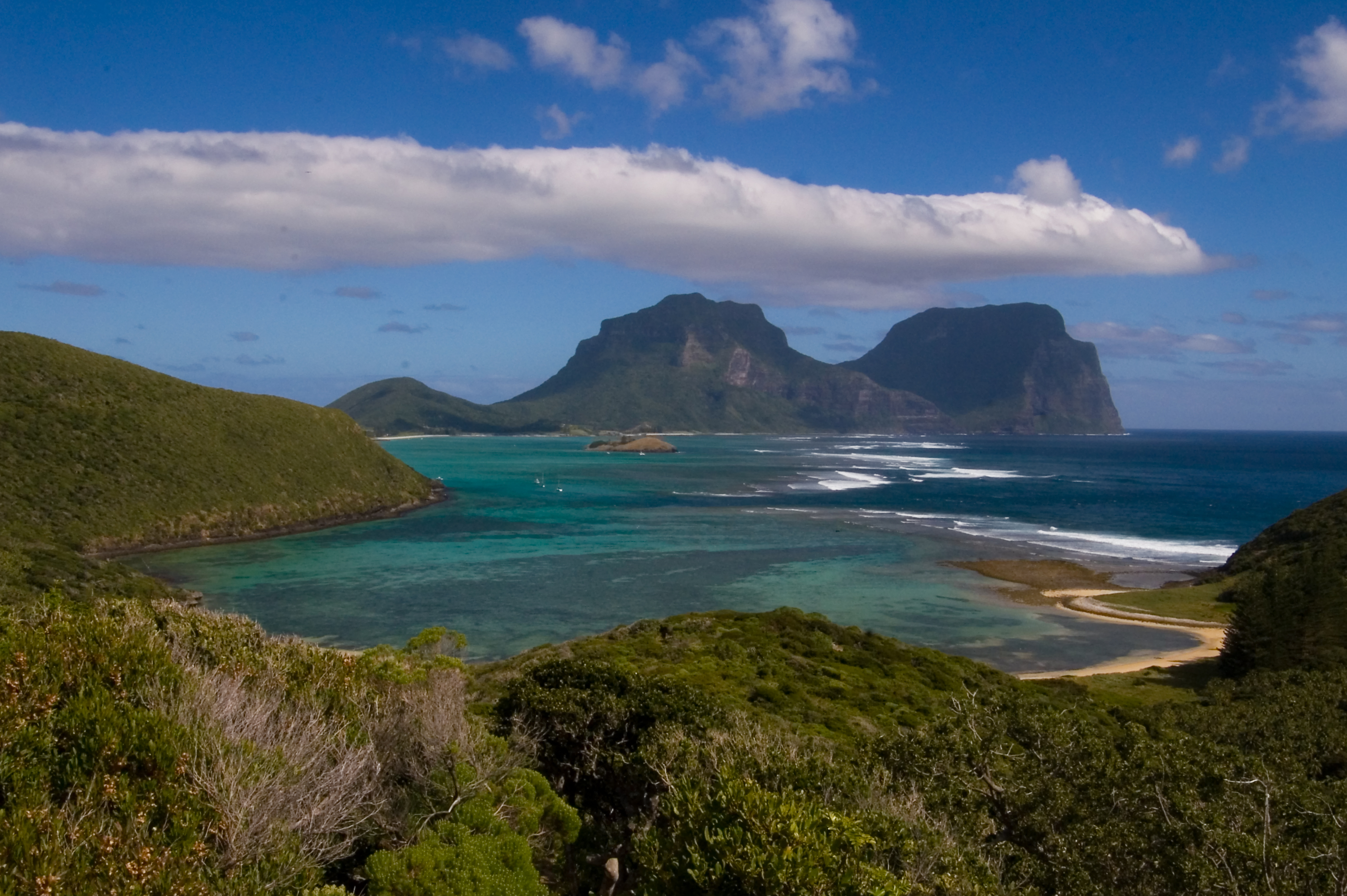
ロケ地となったオーストラリアのロード・ハウ島

『ロスト・バケーション』（原題: The Shallows）は、2016年のアメリカ合衆国のスリラー映画。原題の「Shallows」は「浅瀬」という意味の英語。

## ストーリー
亡き母が教えてくれた秘密のビーチ。医学生のナンシーは休暇を利用してついにそのビーチを訪れる。母に先立たれた父と幼い妹の世話、医師となる為の勉強漬けの日々から解放されるナンシー。そんな彼女の最高の休暇は一匹の巨大な人喰いザメによって、一転恐怖に支配されることになるのだった…

## キャスト
※括弧内は日本語吹替
- ナンシー・アダムズ - ブレイク・ライヴリー（甲斐田裕子）

サーファーで医学生。母の死を引きずっている脆さもあるがサメの襲撃にあって怪我をしても現状打破を試みるなど本来は気丈な性格。
- カルロス - オスカル・ハエナダ（英語版）（斉藤次郎）

地元の運転手。アダムズ家と関わりが深い。
- ナンシーの父 - ブレット・カレン（仲野裕）

ナンシーを医者にしたがっている。
- クロエ・アダムズ - セドナ・レッグ（朝井彩加）

ナンシーの妹。姉曰く、やんちゃ。姉からは「過保護といえるほどに可愛がっている」といわれる一方で、姉の突飛な行動を心配するなど妹からは逆に心配されている。
- ナンシーの母 - ジャネール・ベイリー

故人。若いころはサーフィンを嗜んでいた。
- ミゲル - パブロ・カルバ

海辺でサッカーをしていた少年。海辺にあったビデオカメラを発見して再生したことが物語冒頭につながる。

## エピソード
- ロケ地はオーストラリアのロード・ハウ島。
- ナンシーのサーフィンシーンを演じたのはオーストラリアの19歳のプロサーファーイザベラ・ニコルズ（英語版）で、ワックスの塗り方やパドリングなどを指導した。
- ナンシーの腕時計はカシオ「BABY-G」のBG169R-8モデルであるが、実際にはこのモデルにはタイドグラフ（潮汐機能）は付いていない。
- ナンシーが手でカニをつぶすシーンはCGであるが、食べようとしたのは本物の死んだカニである。
- クジラの死骸は発泡スチロールで製作された。
- ブレイク・ライヴリーは、撮影時に2人目の子供を妊娠中だった[5]。

## 評価
本作は批評家から好意的に評価されている。映画批評集積サイトのRotten Tomatoesには216件のレビューがあり、批評家支持率は78%、平均点は10点満点で6.49点となっている。サイト側による批評家からの見解は主に、ブレイク・ライヴリーの演技に高い評価が寄せられた。また、Metacriticには35件のレビューがあり、加重平均値は59/100となっている。映画評論家のリチャード・ローパーは本作に対し「暑い夏に鑑賞するにはピッタリな娯楽映画」として好意的な評価を与えた。